# Graben-Veilchen
Das Graben-Veilchen (Viola stagnina, Syn.: Viola persicifolia), auch Moor-Veilchen, Weiher-Veilchen, Milchweißes Veilchen oder Pfirsichblättriges Veilchen genannt, ist eine Pflanzenart aus der Gattung Veilchen (Viola) innerhalb der Familie der Veilchengewächse (Violaceae).

## Beschreibung

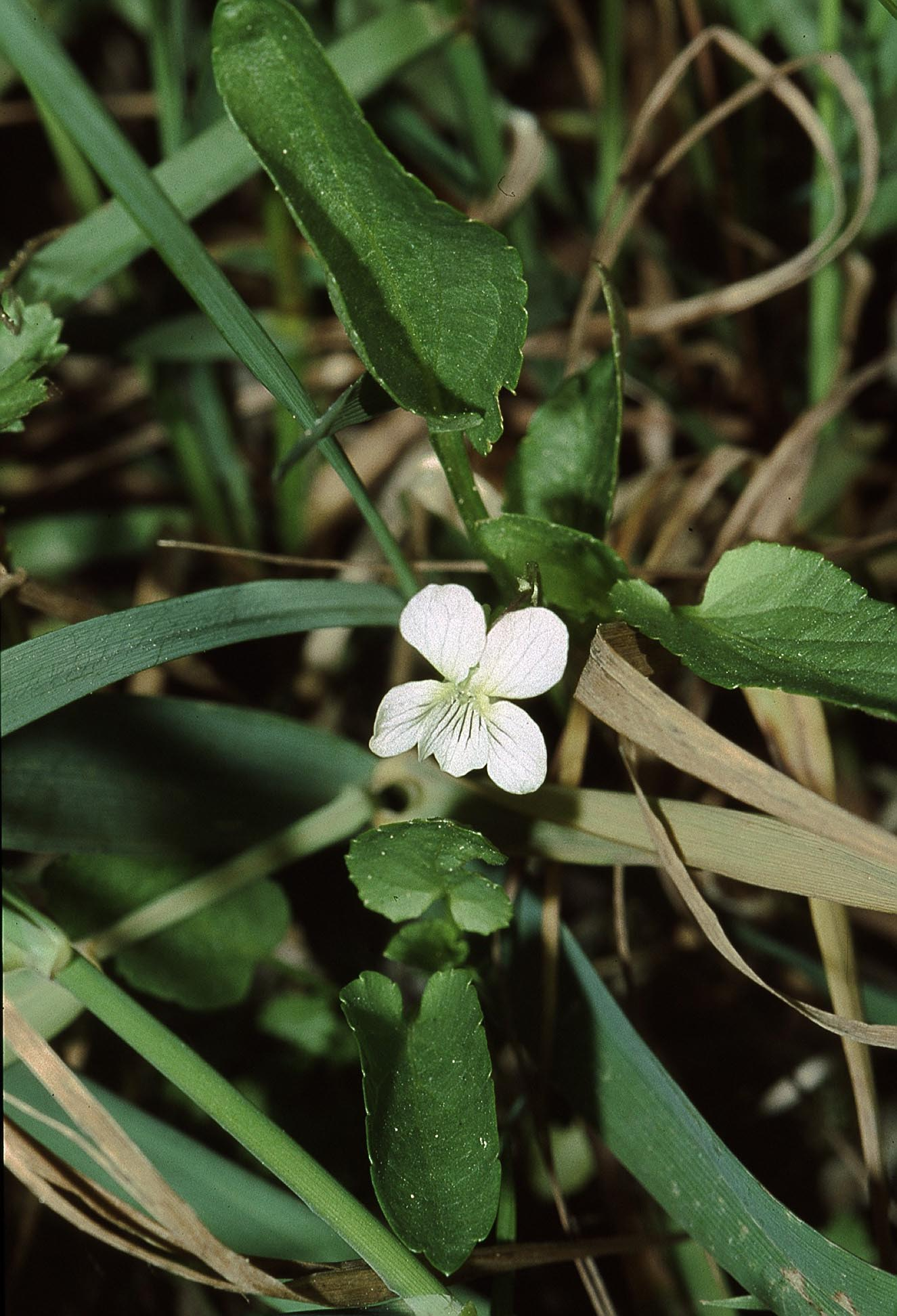
Habitus, Laubblätter und Blüte

### Habitus und Blätter
Das Graben-Veilchen ist eine ausdauernde krautige Pflanze, die Wuchshöhen von 10 bis 25 Zentimetern erreicht. Der aufrecht wachsende Stängel ist meist verzweigt und kahl, seltener auch spärlich behaart.
Alle Laubblätter sind wechselständig am Stängel angeordnet und in Blattstiel sowie -spreite gegliedert. Die Blattstiele sind etwa 1 bis 3 cm lang und deutlich geflügelt. Die Blattspreite ist schmal-eiförmig bis lanzettlich geformt, 2 bis 4 cm lang und etwa 1 bis 1,5 cm breit. Sie sind etwa zwei- bis viermal so lang wie breit, am Grunde gestutzt oder seicht herzförmig, vorne abgerundet oder spitz und besitzen eine ringsherum fein gekerbte Spreite. Die schmal-lanzettlichen Nebenblätter sind bis zu 2 cm lang und etwa 3 mm breit; sie sind 0,5 bis 0,75-mal so lang wie die Blattstiele.

### Blüte, Frucht und Samen
Die Blütezeit reicht vorwiegend von Mai bis Anfang Juli. Die Blütenstiele sind 3 bis 7 cm lang und tragen die zwei Vorblätter oberhalb der Mitte.
Die zwittrigen, zygomorphen Blüten sind 1 bis 1,8 cm groß und ohne Duft. Die lanzettlichen, spitzen Kelchblätter tragen große, quadratische Anhängsel. Die eiförmigen, milchweißen Kronblätter sind von lilafarbigen Adern durchzogen. Das unterste Kronblatt besitzt mit dem Sporn eine Länge von 10 bis 16 mm. Der Sporn ist 2 bis 3 mm lang und von grünlich-gelber Farbe. Der Griffel besitzt einen kurzen Schnabel und an der Spitze einzelne kurze Haare.
Die länglich-eiförmige Kapselfrucht ist länger als der Kelch. Die Samen sind 1,5 bis 1,7 mm lang.

### Chromosomenzahl
Die Chromosomenzahl beträgt 2n = 20.

## Vorkommen und Gefährdung
Das Graben-Veilchen kommt in den gemäßigten Gebieten Europas mit einem Hauptareal im südlichen Mitteleuropa bis  Westsibirien vor. Es gibt Fundortangaben für Deutschland, Spanien, Frankreich, Italien, Serbien, Bosnien und Herzegowina, Rumänien, das Vereinigte Königreich, Irland, Dänemark, Norwegen, Finnland, Belgien, in den Niederlanden, Tschechien, in der Slowakei, Polen, Österreich, in der Schweiz, Ungarn, Estland, Lettland, Litauen, Belarus, in der Ukraine, Moldau, den Kaukasusraum und in Russland bis Sibirien. Häufig ist diese Art nur in isolierten Einzelvorkommen vertreten. Sie kommt in Mitteleuropa sehr selten vor.
Es wächst auf Moorwiesen und an Grabenrändern und bevorzugt feucht-nasse, nährstoffreiche, kalkarme und humose Böden. Es ist in Mitteleuropa eine Charakterart des Cnidio-Violetum aus dem Cnidion-Verband, kommt selten aber auch in Gesellschaften des Verbands Molinion vor. Es steigt in Mitteleuropa kaum über 500 Meter Meereshöhe auf. Im Norden kommt die Art bis 62° nördlicher Breite vor.
Das Graben-Veilchen ist in Deutschland sehr selten, insbesondere in den Stromtälern der Elbe, Oder, Weser, Main und Donau zu finden. Deshalb ist diese Art für Deutschland in der Roten Liste als stark gefährdet eingestuft. In Baden-Württemberg kam das Graben-Veilchen früher in Oberschwaben bei einer Höhenlage von 570 Metern vor. Sie kommt in Baden-Württemberg nur noch im Oberrheingebiet an wenigen Fundorten vor.
In Österreich und der Schweiz ist das Graben-Veilchen sehr selten und „vom Aussterben bedroht“.
Das Graben-Veilchen ist besonders bedroht durch Entwässerung seiner Standorte und die Umwandlung in Äcker oder Feuchtwiesen. Diese Bedrohung setzte schon im 19. Jahrhundert ein, denn Hegi berichtete, dass schon 1910 viele Fundstellen verschwunden waren.
Die ökologischen Zeigerwerte nach Landolt et al. 2010 sind in der Schweiz: Feuchtezahl F = 4w+ (sehr feucht aber stark wechselnd), Lichtzahl L = 4 (hell), Reaktionszahl R = 2 (sauer), Temperaturzahl T = 4 (kollin), Nährstoffzahl N = 2 (nährstoffarm), Kontinentalitätszahl K = 2 (subozeanisch).

## Hybride
An Standorten, an denen auch das Niedrige Veilchen (Viola pumila) vorkommt, ist auch die Hybride Viola pumila × Viola stagnina (= Viola ×gotlandica) beobachtet worden. So ist dieser Bastard, der in allen Eigenschaften zwischen den Elternteilen steht, unter anderem aus Unterfranken (Bayern) bekannt.

## Taxonomie
Diese Art wurde durch 1771 Johann Christian von Schreber als Viola persicifolia Schreb. nom. rej. in  Spicilegium florae Lipsicae, S. 163 erstbeschrieben. Der korrekte Name ist aber Viola stagnina Schult., der 1814 durch Joseph August Schultes in Österreichs Flora, 2. Auflage, Band 1, S. 426 veröffentlicht wurde.

## Krankheiten
Der Rostpilz Puccinia fergussonii wächst auf den Blättern.